# Grand Prix Austrálie 2015
Grand Prix Austrálie 2015 (oficiálně 2015 Rolex Australian Grand Prix) se jela na okruhu Albert Park Circuit v Melbourne v Austrálii dne 15. března 2015. Závod byl prvním v pořadí v sezóně 2015 šampionátu Formule 1.

## Kvalifikace
| Poř.                       | No. | Jezdec           | Konstruktér             | Časy v kvalifikaci | Časy v kvalifikaci | Časy v kvalifikaci | Pořadí na startu |
| Poř.                       | No. | Jezdec           | Konstruktér             | Q1                 | Q2                 | Q3                 | Pořadí na startu |
| -------------------------- | --- | ---------------- | ----------------------- | ------------------ | ------------------ | ------------------ | ---------------- |
| 1                          | 44  | Lewis Hamilton   | Mercedes                | 1:28.586           | 1:26.894           | 1:26.327           | 1                |
| 2                          | 6   | Nico Rosberg     | Mercedes                | 1:28.906           | 1:27.097           | 1:26.921           | 2                |
| 3                          | 19  | Felipe Massa     | Williams-Mercedes       | 1:29.246           | 1:27.895           | 1:27.718           | 3                |
| 4                          | 5   | Sebastian Vettel | Ferrari                 | 1:29.307           | 1:27.742           | 1:27.757           | 4                |
| 5                          | 7   | Kimi Räikkönen   | Ferrari                 | 1:29.754           | 1:27.807           | 1:27.790           | 5                |
| 6                          | 77  | Valtteri Bottas  | Williams-Mercedes       | 1:29.641           | 1:27.796           | 1:28.087           | —                |
| 7                          | 3   | Daniel Ricciardo | Red Bull Racing-Renault | 1:29.788           | 1:28.679           | 1:28.329           | 6                |
| 8                          | 55  | Carlos Sainz Jr. | Toro Rosso-Renault      | 1:29.597           | 1:28.601           | 1:28.510           | 7                |
| 9                          | 8   | Romain Grosjean  | Lotus-Mercedes          | 1:29.537           | 1:28.589           | 1:28.560           | 8                |
| 10                         | 13  | Pastor Maldonado | Lotus-Mercedes          | 1:29.847           | 1:28.726           | 1:29.480           | 9                |
| 11                         | 12  | Felipe Nasr      | Sauber-Ferrari          | 1:30.430           | 1:28.800           |                    | 10               |
| 12                         | 33  | Max Verstappen   | Toro Rosso-Renault      | 1:29.248           | 1:28.868           |                    | 11               |
| 13                         | 26  | Daniil Kvjat     | Red Bull Racing-Renault | 1:30.402           | 1:29.070           |                    | 12               |
| 14                         | 27  | Nico Hülkenberg  | Force India-Mercedes    | 1:29.651           | 1:29.208           |                    | 13               |
| 15                         | 11  | Sergio Pérez     | Force India-Mercedes    | 1:29.990           | 1:29.209           |                    | 14               |
| 16                         | 9   | Marcus Ericsson  | Sauber-Ferrari          | 1:31.376           |                    |                    | 15               |
| 17                         | 22  | Jenson Button    | McLaren-Honda           | 1:31.422           |                    |                    | 16               |
| 18                         | 20  | Kevin Magnussen  | McLaren-Honda           | 1:32.037           |                    |                    | 17               |
| 107% času vítěze: 1:34.787 |     |                  |                         |                    |                    |                    |                  |
| DNP                        | 28  | Will Stevens     | MRT-Ferrari             | Bez času           |                    |                    |                  |
| DNP                        | 98  | Roberto Merhi    | MRT-Ferrari             | Bez času           |                    |                    |                  |
| Zdroj:                     |     |                  |                         |                    |                    |                    |                  |

## Závod
| Poř.   | No. | Jezdec           | Konstruktér             | Počet kol | Čas/Odstoupení | Pořadí na startu | Body |
| ------ | --- | ---------------- | ----------------------- | --------- | -------------- | ---------------- | ---- |
| 1      | 44  | Lewis Hamilton   | Mercedes                | 58        | 1:31:54.067    | 1                | 25   |
| 2      | 6   | Nico Rosberg     | Mercedes                | 58        | +1.360         | 2                | 18   |
| 3      | 5   | Sebastian Vettel | Ferrari                 | 58        | +34.523        | 4                | 15   |
| 4      | 19  | Felipe Massa     | Williams-Mercedes       | 58        | +38.196        | 3                | 12   |
| 5      | 12  | Felipe Nasr      | Sauber-Ferrari          | 58        | +1:35.149      | 10               | 10   |
| 6      | 3   | Daniel Ricciardo | Red Bull Racing-Renault | 57        | +1 kolo        | 6                | 8    |
| 7      | 27  | Nico Hülkenberg  | Force India-Mercedes    | 57        | +1 kolo        | 13               | 6    |
| 8      | 9   | Marcus Ericsson  | Sauber-Ferrari          | 57        | +1 kolo        | 15               | 4    |
| 9      | 55  | Carlos Sainz Jr. | Toro Rosso-Renault      | 57        | +1 kolo        | 7                | 2    |
| 10     | 11  | Sergio Pérez     | Force India-Mercedes    | 57        | +1 kolo        | 14               | 1    |
| 11     | 22  | Jenson Button    | McLaren-Honda           | 56        | +2 kola        | 16               |      |
| Ret    | 7   | Kimi Räikkönen   | Ferrari                 | 40        | Kolo           | 5                |      |
| Ret    | 33  | Max Verstappen   | Toro Rosso-Renault      | 32        | Motor          | 11               |      |
| Ret    | 8   | Romain Grosjean  | Lotus-Mercedes          | 0         | Ztráta výkonu  | 8                |      |
| Ret    | 13  | Pastor Maldonado | Lotus-Mercedes          | 0         | Kolize         | 9                |      |
| DNS    | 26  | Daniil Kvjat     | Red Bull Racing-Renault | 0         | Převodovka     | —                |      |
| DNS    | 20  | Kevin Magnussen  | McLaren-Honda           | 0         | Motor          | —                |      |
| DNS    | 77  | Valtteri Bottas  | Williams-Mercedes       | 0         | Zranění        | —                |      |
| DNP    | 77  | Will Stevens     | MRT-Ferrari             | 0         | Netrénoval     | —                |      |
| DNP    | 77  | Roberto Merhi    | MRT-Ferrari             | 0         | Netrénoval     | —                |      |
| Zdroj: |     |                  |                         |           |                |                  |      |

Poznámky
1. ↑  Valtteri Bottas do závodu vůbec nenastoupil kvůli zranění zad, které utrpěl při nehodě v kvalifikaci.

## Průběžné pořadí po závodě
Pohár jezdců
|  | Pořadí | Jezdec           | Body |
|  | ------ | ---------------- | ---- |
|  | 1      | Lewis Hamilton   | 25   |
|  | 2      | Nico Rosberg     | 18   |
|  | 3      | Sebastian Vettel | 15   |
|  | 4      | Felipe Massa     | 12   |
|  | 5      | Felipe Nasr      | 10   |

Pohár konstruktérů
|  | Pořadí | Konstruktér             | Body |
|  | ------ | ----------------------- | ---- |
|  | 1      | Mercedes                | 43   |
|  | 2      | Ferrari                 | 15   |
|  | 3      | Sauber-Ferrari          | 14   |
|  | 4      | Williams-Mercedes       | 12   |
|  | 5      | Red Bull Racing-Renault | 8    |